# Assistente capo

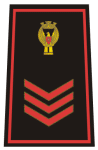
L'insegna per spallina (del giaccone o del maglione a V) di assistente capo della Polizia di Stato (prima del riordino delle carriere)

L'assistente capo è una qualifica delle forze di polizia italiane. Fino al 1981 la qualifica di assistente capo era conosciuta come appuntato scelto di pubblica sicurezza.
In ordine gerarchico, è la quarta del ruolo assistenti e agenti della Polizia di Stato, del Corpo di Polizia Penitenziaria e, fino al 31 dicembre 2016, del Corpo Forestale dello Stato. Tale qualifica è inferiore al vice sovrintendente e superiore all'assistente. L'assistente capo riveste la qualifica di agente di Polizia Giudiziaria e di agente di pubblica sicurezza.

## Distintivo
Il distintivo di qualifica dell'assistente capo consiste in tre galloncini rossi a V di 135° sovrapposti. Ciascun galloncino a "V" è comunemente chiamato "baffo" o "baffetto".

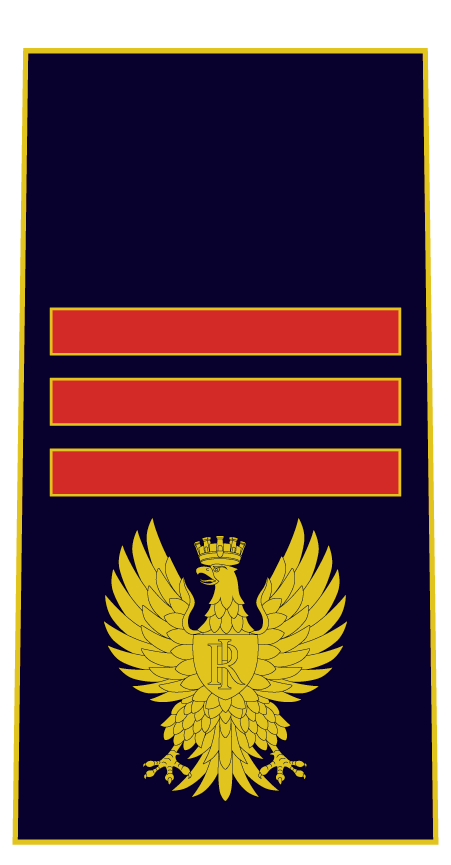
Distintivo di qualifica per controspallina di assistente capo della Polizia di Stato
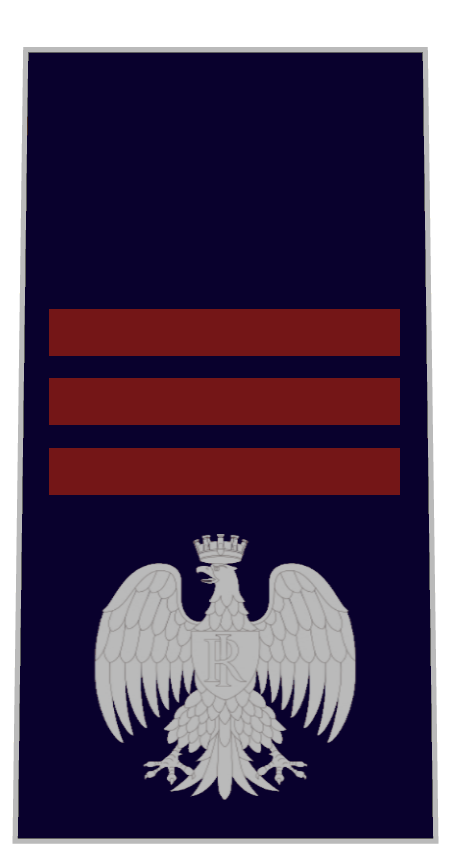
Distintivo di qualifica per controspallina di assistente capo della Polizia Penitenziaria

## Assistente capo UPG
Fino al 1995 gli Assistenti capo potevano avere la qualifica di ufficiale di polizia giudiziaria. Per assumerla dovevano frequentare un corso di aggiornamento di durata massima di 30 giorni.
Il distintivo di grado era lo stesso degli Assistenti capo agenti di polizia giudiziaria, soltanto che, sotto i tre baffetti rossi, era posta una targhetta larga quanto la piastrina di grado di assistente capo, ed alta circa un centimetro; era con lo sfondo dello stesso colore delle insigne di qualifica a piastrina (blue), ed aveva scritte le lettere U.P.G., ed erano di colore ottone, ed incorniciate da una cornicetta sempre di colore ottone.
La qualifica di Assistente capo UPG è stata soppressa con il decreto legislativo n. 197 del 12 maggio 1995 ("Riordino delle carriere del personale non direttivo della Polizia di Stato") e il personale appartenente alla qualifica è transitato nel ruolo dei sovrintendenti secondo l'art. 12 del decreto, in particolare:
- Nella qualifica di sovrintendente capo gli assistenti capo UPG che avevano oltre 29 anni di servizio
- Nella qualifica di sovrintendente gli assistenti capo UPG che avevano oltre 22 anni di servizio
- Nella qualifica di vice sovrintendente tutti gli altri assistenti capo UPG

## Comparazione con i gradi delle forze armate italiane

Distintivo di grado per controspallina di caporale maggiore capo scelto dell'Esercito Italiano
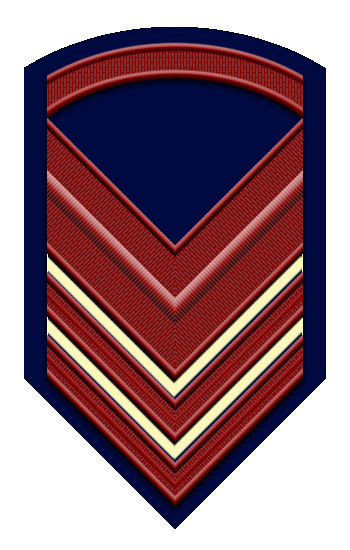
Distintivo da braccio di primo aviere capo scelto dell'Aeronautica Militare
Distintivo di grado di sottocapo di prima classe scelto della Marina Militare
Il distintivo per spallina di appuntato scelto dell'Arma dei Carabinieri

## Comparazione con i gradi dei corpi ad ordinamento militare

Distintivo di Grado per controspallina di appuntato scelto della Guardia di Finanza